# جورج إيرل (لاعب اتحاد الرغبي)
جورج إيرل (بالإنجليزية: George Earle)‏ هو لاعب اتحاد الرغبي جنوب أفريقي، ولد في 9 يناير 1987 في ديربان في جنوب أفريقيا.

## وصلات خارجية
- جورج إيرل على موقع ItsRugby.co.uk (الإنجليزية)